# Bom Jesus das Selvas
Bom Jesus das Selvas è un comune del Brasile nello Stato del Maranhão, parte della mesoregione dell'Oeste Maranhense e della microregione di Pindaré.